# Michał Kush
Michał Kush (ur. w Chełmie) – polski muzyk, gitarzysta, kompozytor, producent muzyczny i aranżer, członek grup Ailo in Head i The &. Współpracuje z takimi artystami jak Daria Zawiałow, Kagyuma czy Arek Kłusowski. Kilkakrotnie nominowany do Fryderyków – odpowiada za produkcję albumu Darii Zawiałow A kysz! nagrodzonego w 2018 r. w kategorii Album Roku – Alternatywa.